# Pare-brise

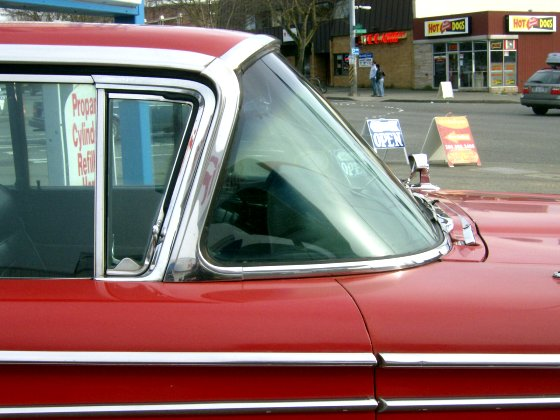
Pare-brise panoramique sur une Edsel Corsair de 1959.

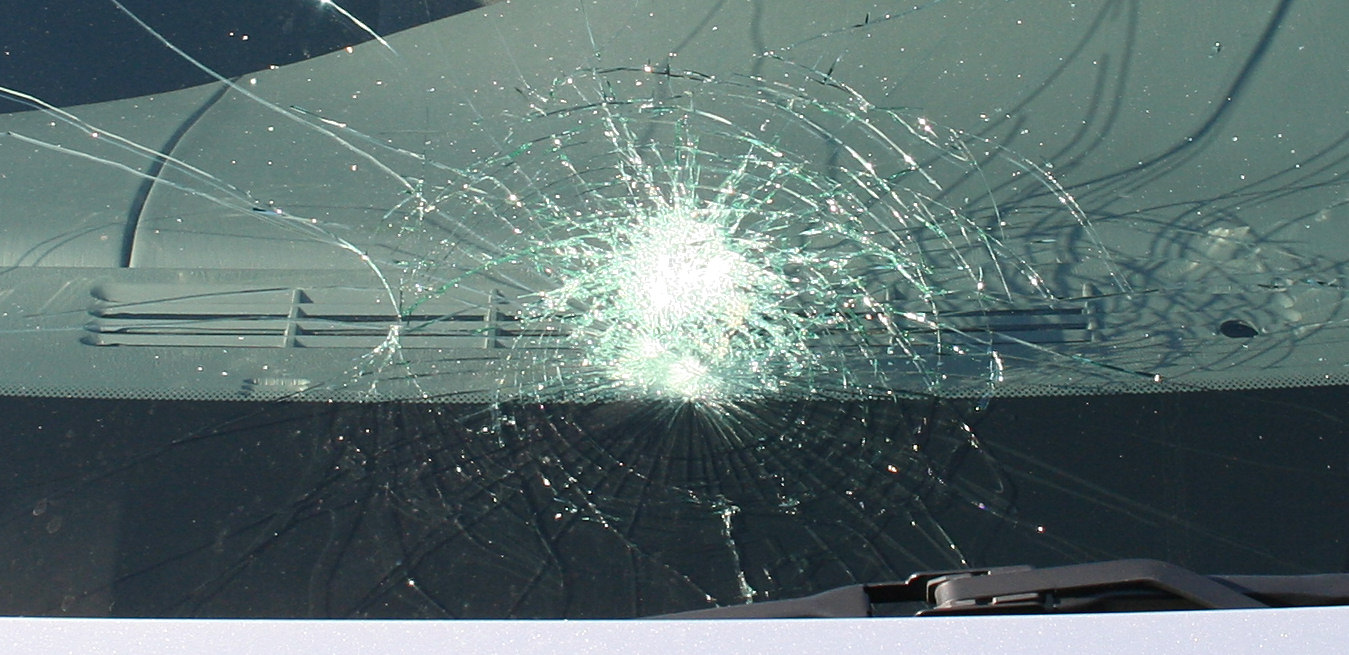
Pare-brise en verre feuilleté avec impact en toile d'araignée.

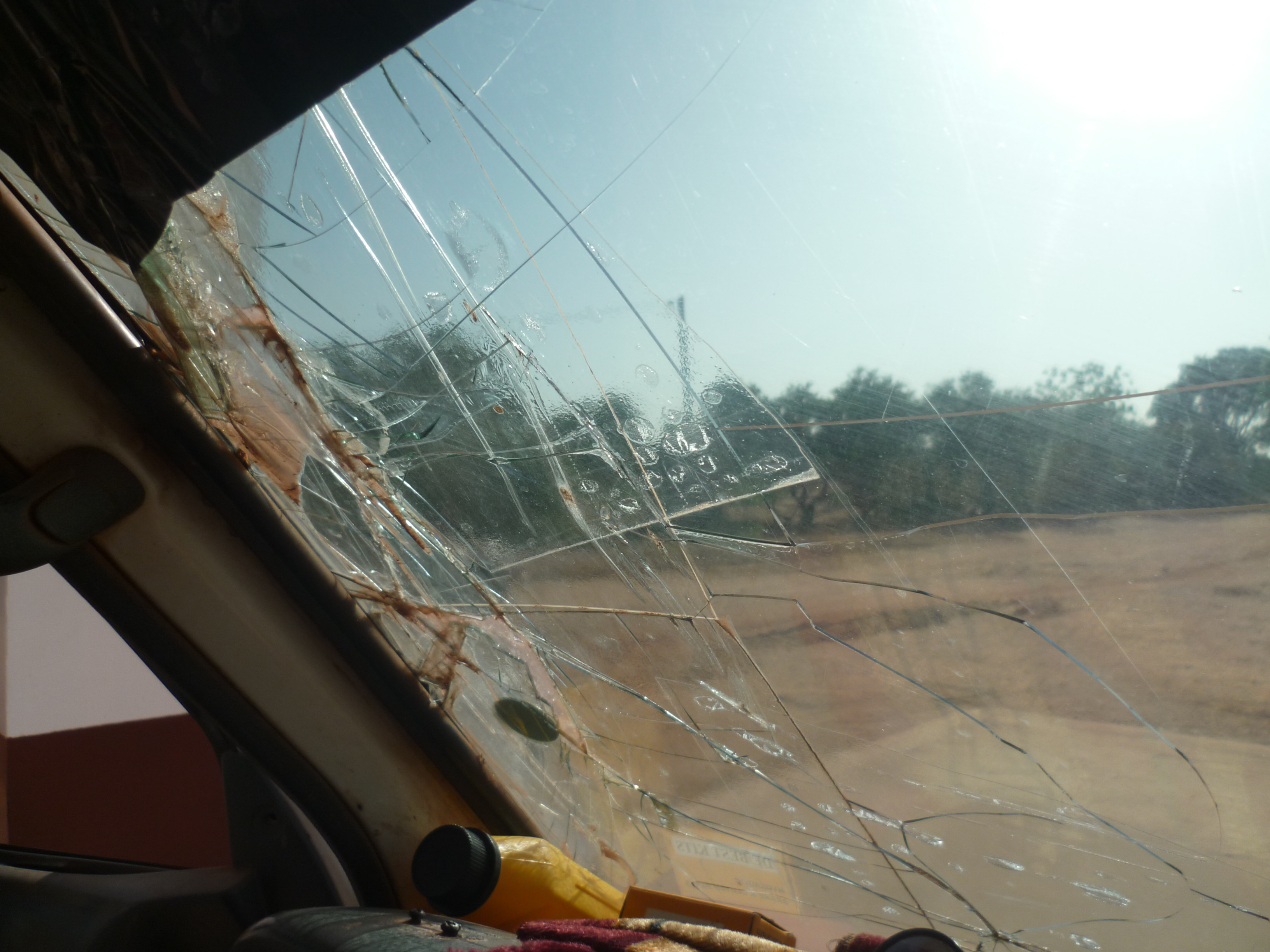
Réparation de fortune sur une piste du Burkina Faso (2017).

Un pare-brise, ou parebrise, est une vitre située à l'avant d'un véhicule qui permet de protéger les passagers du vent et de la pluie tout en assurant une bonne visibilité au conducteur et aux passagers.

## Historique
Plusieurs sources  situent la première voiture équipée d'un pare-brise en 1874 en citant la "Randolph". L'entreprise Randolph n'est en réalité fondée qu'en 1908  (Randolph Motor Car Company). La première voiture à moteur à combustion est la Benz Patent-Motorwagen, construite en 1885. En 1880, Amédée Bollée fabrique la "Nouvelle" qui était équipée de vitres, mais il s'agit d'une machine à vapeur.

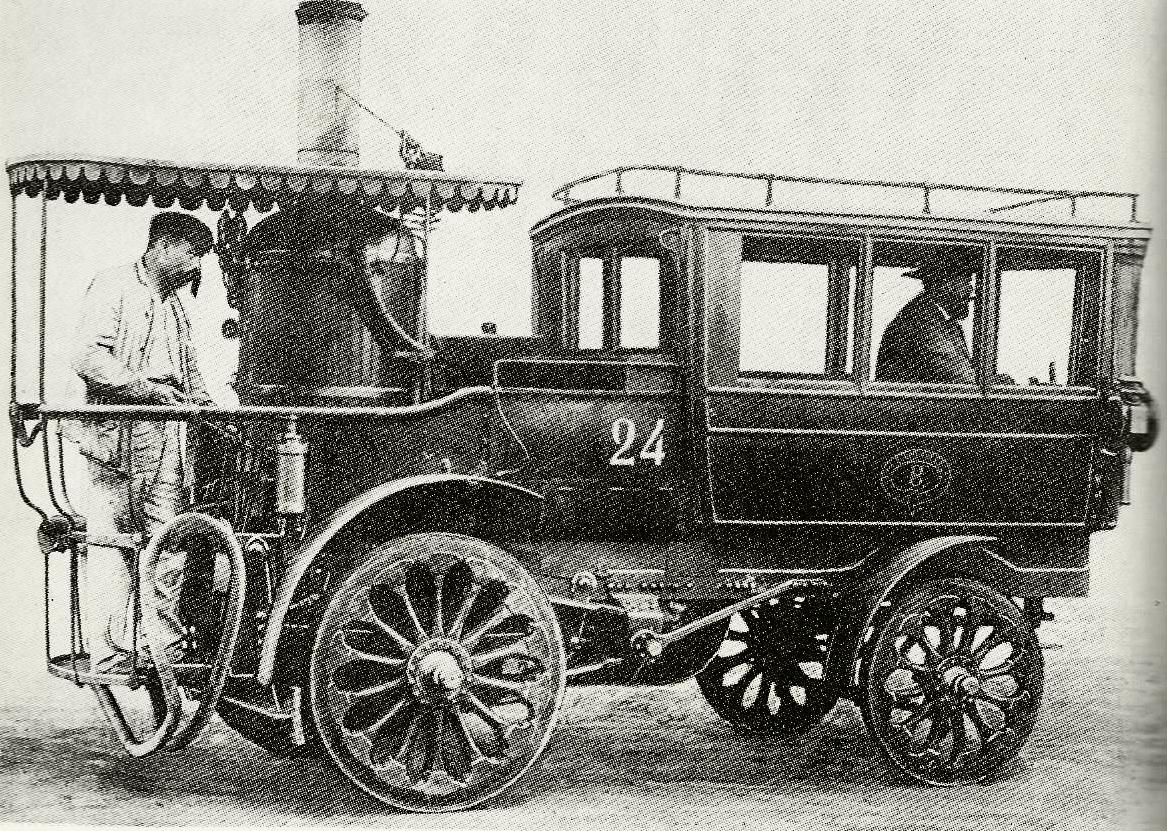
"La nouvelle", voiture à vapeur équipée de vitres, 1880.

Le 13 juin 1892 mademoiselle Doumayrou fait breveter un objet de toilette dit brise-vent ou pare-brise. Dans le journal le Radical est publiée une annonce vantant cet objet « Le pare-brise est un des plus jolis objets de parure que puisse porter une élégante… Impossible d'aller sans le PARE-BRISE en voiture, à la mer et en wagon ». Il s'agit d'un objet à porter sur le visage, et non fixé sur le véhicule.

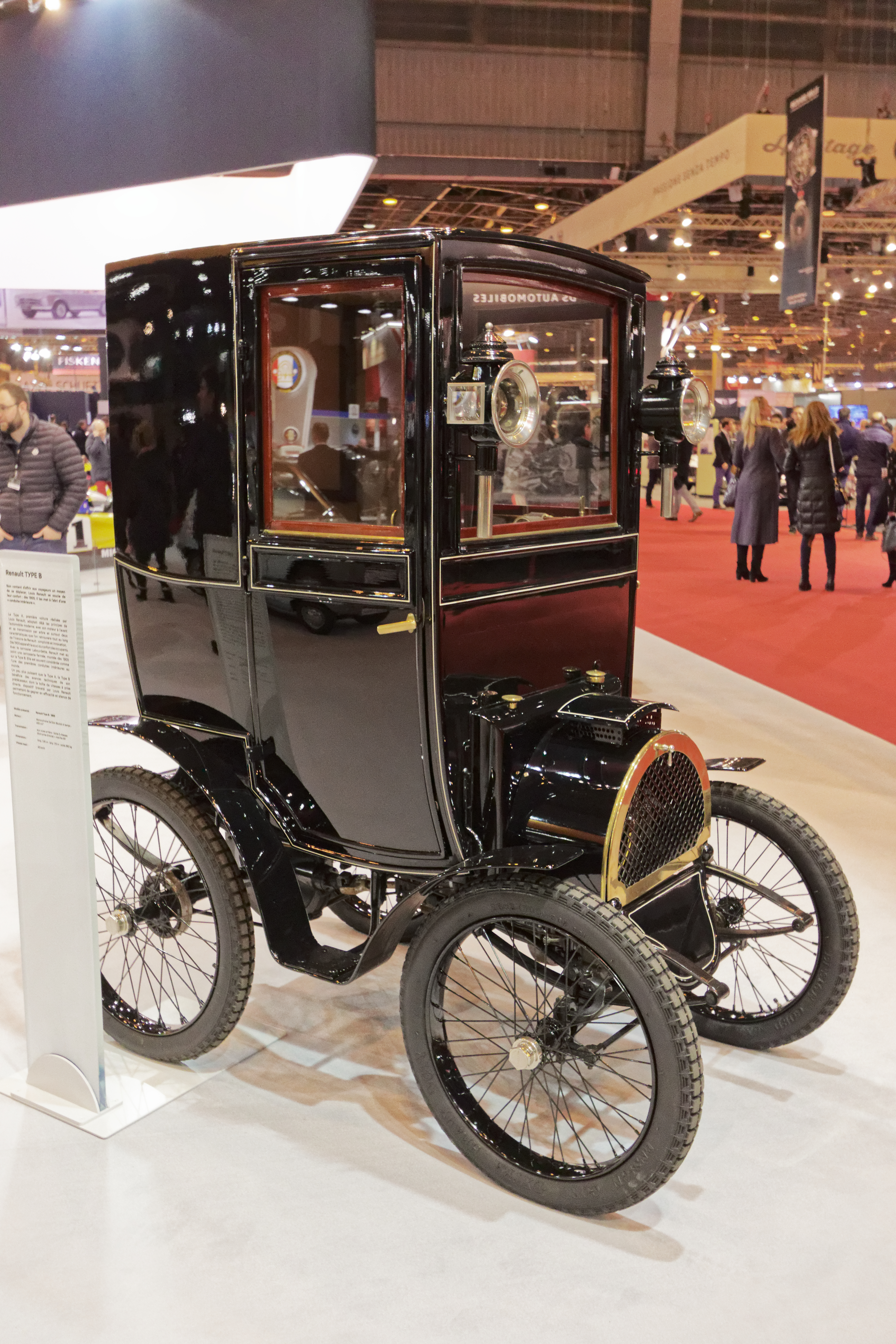
Renault Type B avec une vitre pare-brise.

Dans les années 1890, quelques voitures à moteur à explosion avec pare-brise apparaissent:
- 1890 Panhard & Levassor Type P2D
- 1896 La Delahaye Type 2
- 1898 Panhard-Levassor Landaulet Type A1
- 1899, la Renault Type B  (la Renault type C, l'année suivante, aura aussi une version fermée à pare-brise).
- 1903 Berliet Type 20 CV

En 1904-1905, les pare-brises se généralisent dans les voitures à moteur à combustion commerciales, comme la Darracq Model 8/10hp Open Tourer (1904), ou la Rolls-Royce Silver Ghost (1906). Mais contrairement à une idée répandue, le pare-brise n'étaient ni courant, ni à la mode avant 1904. Les Mercedes 35 CV de 1900, les Mercedes Simplex de 1902 n'en avaient pas par exemple. Remarquons aussi qu'il existait des voitures vitrées, mais sans pare-brise au sens stricte, la vitre protégeant les passagers mais pas le chauffeur, à l'image d'un landau. Citons pas exemple le landaulet trois-quarts de Louis Krieger, une voiture de 1906, électrique.
À leurs débuts, ils étaient plats et montés à l'aide d'une « ficelle » entre les lèvres du joint. Dans les années 1950, il a été possible d'en fabriquer des courbes par bombage afin d'améliorer l'aérodynamisme des véhicules (Panhard Dyna Z, etc.). 
Depuis 1983, ils sont obligatoirement réalisés en verre feuilleté afin de réduire les risques de blessure en cas d'accident et sont généralement collés. Le premier modèle à être équipé d'un pare-brise feuilleté est la Volvo PV444 en 1944. La lunette arrière, non soumise à l'obligation, peut elle être fabriquée en verre trempé moins coûteux.

## Aspects techniques
Le verre peut être teinté ou bien réfléchissant (athermique) afin de réduire le rayonnement solaire dans l'habitacle de la voiture. Certains pare-brise sont aussi équipés d'un détecteur de pluie afin d'activer automatiquement les essuie-glaces. D'autres pare-brise sont chauffants pour éliminer la buée ou le givre.

### Règlements ONU
Tous les pare-brises fabriqués en Europe sont homologués selon le traité d'homologation de 1958 et marqués par la lettre « E » suivie d'un numéro indiquant le pays de fabrication (exemple : E1 pour l'Allemagne, E2 pour la France, E3 pour l'Italie, E4 pour la Hollande, E5 pour la Suède, E6 pour la Belgique, E7 pour la Hongrie, E8 pour la République tchèque, E9 pour l'Espagne, E10 pour la Serbie, E11 pour le Royaume-Uni, E12 pour l'Autriche, E13 pour le Luxembourg, notamment), d'autres numéros sérigraphiés, indiquent le numéro d'homologation du fabricant ainsi que la date de production.
Les règlements 43 et 125 annexés à l'accord de 1958 réglementent techniquement les pare-brise.
En Europe, les pare-brise et les angles de visions sont réglementés par le règlement 125 « Prescriptions uniformes concernant l’homologation des véhicules à moteur en ce qui concerne le champ de vision du conducteur des véhicules à moteur » datant de 2013 au titre du traité de 1958.
En Europe, le verre utilisé pour le pare-brise, qu'il soit feuilleté ordinaire ou feuilleté traité, est réglementé par le règlement 43. Parmi les essais effectués, les essais mécaniques s'opèrent avec une bille de 227 grammes et une bille de 2 260 grammes, lâchées d'une hauteur certaine pour heurter la vitre avec une vitesse précise.

### Autres points techniques
On peut également voir sur certains pare-brise, un logo reprenant la forme d'une oreille, ceci indique que le pare-brise réduit les bruits extérieurs dans l'habitacle.
Le parebrise supporte aussi le rétroviseur intérieur et les caméras du système de freinage automatique d'urgence.
Dans certains pays, on y colle une attestation d'assurance, une vignette de contrôle technique, une vignette automobile, une pastille verte ou une pastille anti-pollution.

## Législation française

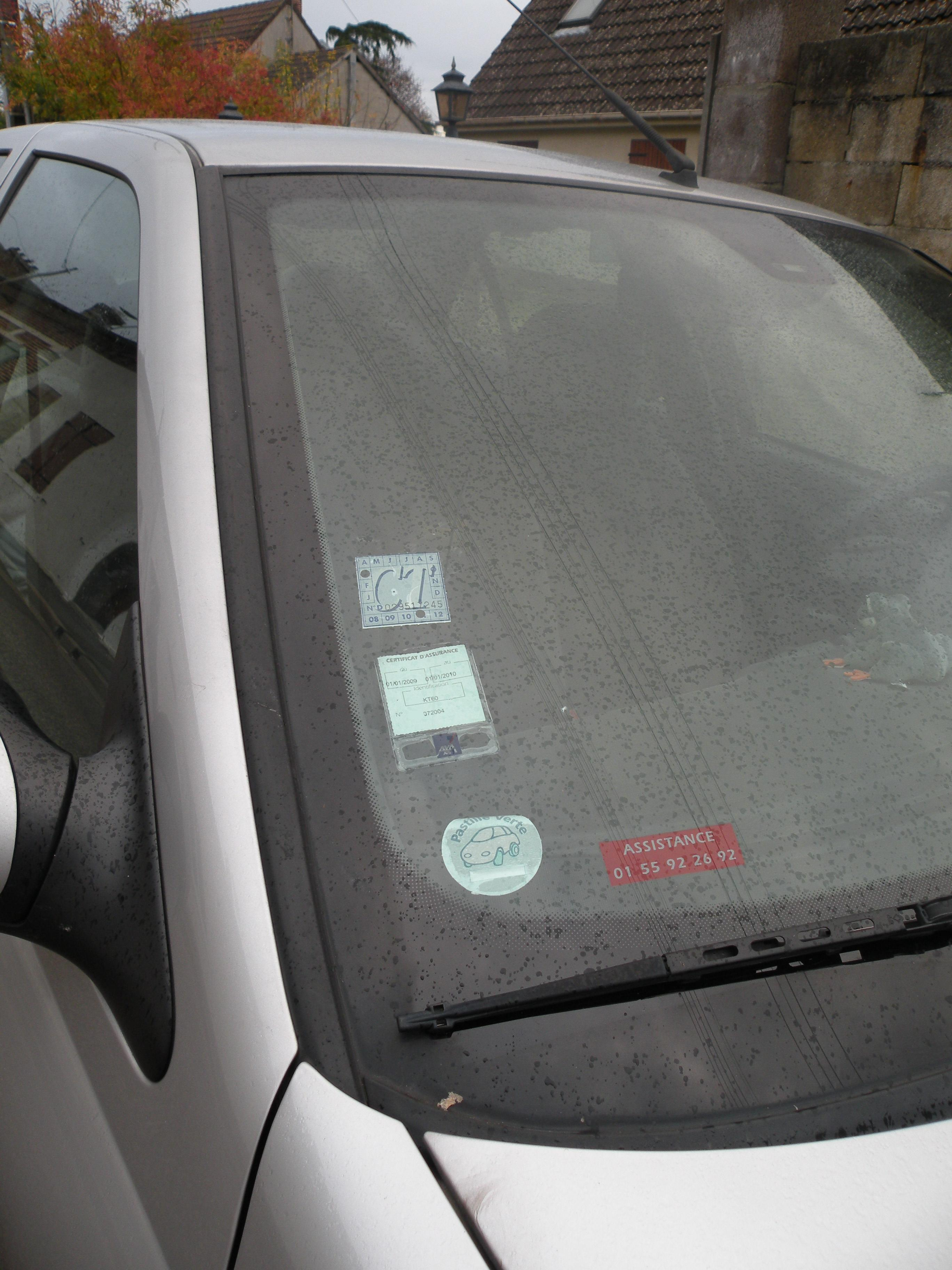
Le certificat d'assurance et le contrôle technique sur le pare-brise.

Le pare-brise fait partie des équipements obligatoires sur un véhicule. Selon la législation en vigueur, « le pare-brise et les vitres avant latérales (côté conducteur et passager) doivent avoir une transparence suffisante, tant de l'intérieur que de l'extérieur. Elles doivent transmettre au moins 70 % de la lumière. Il est donc interdit de modifier les caractéristiques des vitres sauf pour des raisons médicales. » Le certificat d'assurance, la  vignette Crit'air et le contrôle technique doivent être apposés en bas à droite du pare-brise, à l’intérieur.